# 坂本大地
坂本 大地（さかもと だいち、1946年2月5日 - ）は、日本の俳優、声優。高知県出身。以前はスターダス・21に所属していた。

## 出演作品

### 映画
- 日本以外全部沈没 原作：筒井康隆 監督：河崎実 - 金・元・韓国大統領

### テレビ
- 歴史仮想ミステリー「if...日本はこう動いた!」
- オルトロスの犬
- 救命病棟24時第4シリーズ
- ルビコンの決断〜プリウスをつくった男たち〜
- 刑事の証明
- 相棒
  - season3  第12話（第11話）予告殺人〜狙われた美人姉妹の謎（2005年1月26日） - 検問をうけるタクシー運転手
- 男装の麗人（2009年12月6日）
- 地獄少女
- コンカツ・リカツ
- トップセールス
- ドリーム〜90日で一億円〜
- 憲法はまだか
- 痛快伝説〜日米美食対決編〜

### 吹き替え
- 僕の妻はスーパーウーマン
- 名探偵モンク7（軍人）
- WITHOUT A TRACE/FBI 失踪者を追え!シーズン5（ジェルソン医師）
- 製パン王 キム・タック
- 善徳女王（異斯夫）
- ER緊急救命室シーズンXIV #1（レオナード〈アール・シューマン〉）
- NCIS 〜ネイビー犯罪捜査班
- 風の国
- ボストン・リーガル
- 鉄の王 キム・スロ（南解王）
- HAWAII FIVE-0
- 名探偵ポワロ（ジョージ）※NHK版
  - マギンティ夫人は死んだ
  - 第三の女
  - 三幕の殺人
  - ハロウィーン・パーティー
  - ビッグ・フォー
  - カーテン〜ポワロ最後の事件〜
- ゲーム・チェンジ 大統領選を駆け抜けた女
- レバレッジ 〜詐欺師たちの流儀

### テレビアニメ
- ルパン三世 東方見聞録 〜アナザーページ〜（長官）

### ボイスオーバー
- 未確認モンスターを追え!

### CM
- 北陸づくり
- 大塚製薬

### イベント
- NET&COM FORUM ネオジャパンブース

### 舞台
- 深海のスキャンダル - 演出：平田朝音
- まっすぐな道でさみしい〜ひとり語りの山頭火〜 作・演出：伊藤勝昭
- プラトーノフ - 作：アントン・チェーホフ演出：原田一樹
- 阿Q正伝
- 藤野先生再見
- どんぶり鉢ゃふいたふいた
- すみれさんが行く
- 黒蜥蜴